# Alfarrasí
Alfarrasí là một đô thị ở comarca Vall d'Albaida cộng đồng Valencia, Tây Ban Nha. Đô thị này có diện tích 6,38 km², dân số thời điểm năm 2006 là 204 người.